# Indian National Satellite System

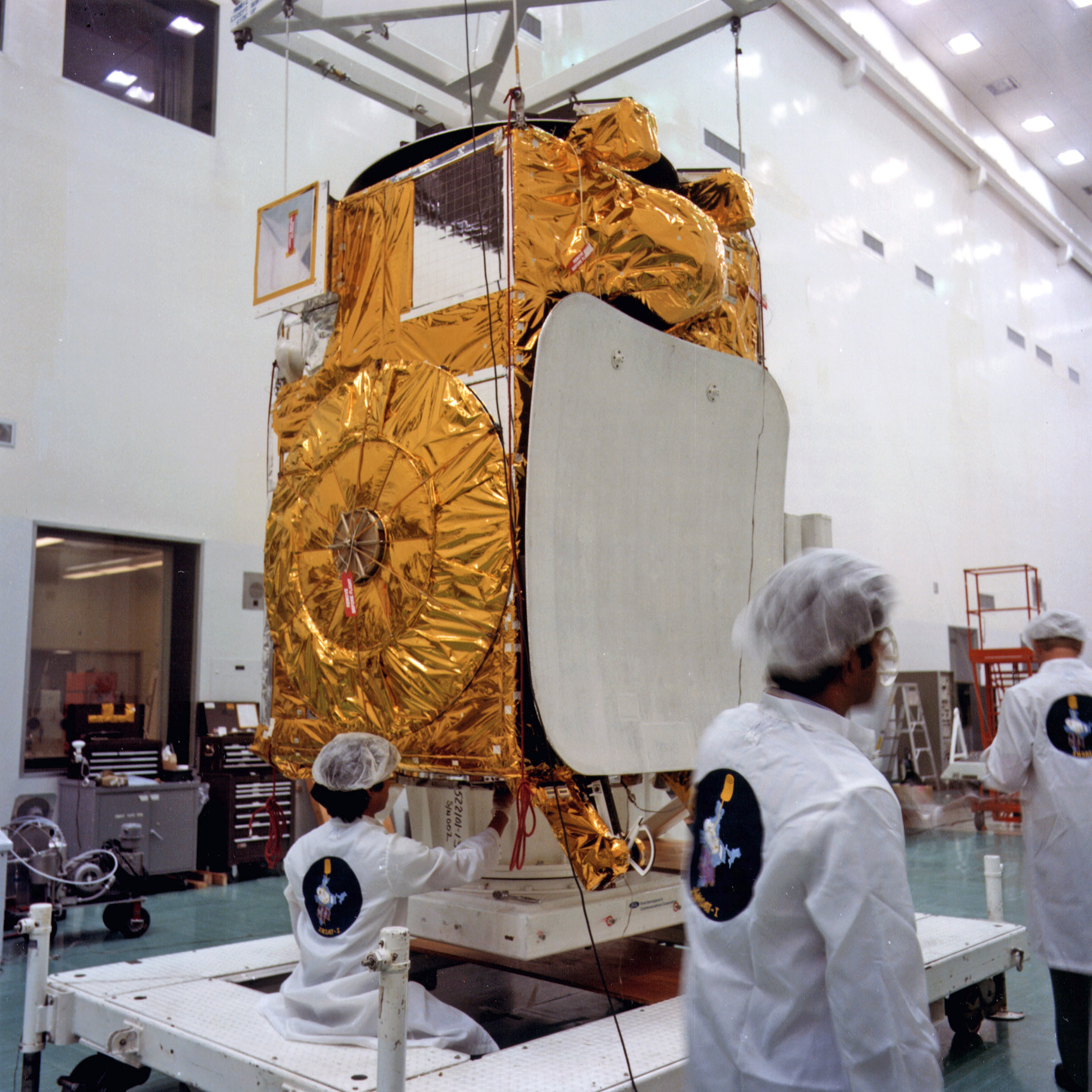
O satélite INSAT 1B sendo preparado.

O INSAT (de Indian National Satellite System), é a denominação de um conjunto de satélites de múltiplos usos em órbita geoestacionária lançados pela ISRO para satisfazer as necessidades das áreas de: telecomunicações, broadcasting, meteorologia e busca e salvamento.
Comissionado em 1983, o INSAT é o maior sistema de comunicação doméstico de toda a região da Ásia-Pacífico. Ele é fruto de um consórcio entre: o Department of Space (DoS), o Department of Telecommunications (DoT), India Meteorological Department (IMD), All India Radio (AIR) e o Doordarshan.
A coordenação geral e o gerenciamento do sistema INSAT é de responsabilidade do INSAT Coordination Committee.

## Os satélites
| Satélite  | Data do lançamento      | Veículo de lançamento | Estado      | Nota |
| --------- | ----------------------- | --------------------- | ----------- | --- |
| INSAT-1A  | 10 de abril de 1982     | Delta 3910            | Inativo     | Desativado em 6 de setembro de 1982                                                                                   |
| INSAT-1B  | 30 de agosto de 1983    | Challenger            | Inativo     | Desligado depois do final do período previsto de utilização                                                           |
| INSAT-1C  | 22 de julho de 1988     | Ariane 3              | Fracassou   | Falhou em novembro de 1989                                                                                            |
| INSAT-1D  | 12 de junho de 1990     | Delta 4925            | Inativo     | Desligado depois do final do período previsto de utilização                                                           |
| INSAT-2A  | 10 de julho de 1992     | Ariane-44L H10        | Inativo     | Desativado após o final do período previsto de utilização                                                             |
| INSAT-2B  | 23 de julho de 1993     | Ariane-44L H10+       | Inativo     | Desligado depois do final do período previsto de utilização                                                           |
| INSAT-2C  | 7 de dezembro de 1997   | Ariane-44L H10-3      | Inativo     | Desligado depois do final do período previsto de utilização                                                           |
| INSAT-2D  | 4 de junho de 1997      | Ariane-44L H10-3      | Fracassou   | Falhou em 4 de outubro de 1997                                                                                        |
| INSAT-2DT | 26 de fevereiro de 1992 | Ariane-44L H10        | Inativo     | Comprado em órbita, anteriormente denominado de Arabsat 1C. Desativado após o final do período previsto de utilização |
| INSAT-2E  | 3 de abril de 1999      | Ariane-42P H10-3      | Inativo     | Também conhecido por Intelsat APR-2. Desligado depois do final do período previsto de utilização                      |
| INSAT-3A  | 10 de abril de 2003     | Ariane-5G             | Inativo     | Desligado depois do final do período previsto de utilização                                                           |
| INSAT-3B  | 22 de maio de 2000      | Ariane-5G             | Inativo     | Desligado depois do final do período previsto de utilização                                                           |
| INSAT-3C  | 24 de janeiro de 2002   | Ariane-42L H10-3      | Inativo     | Desligado depois do final do período previsto de utilização                                                           |
| INSAT-3D  | 25 de julho de 2013     | Ariane-5ECA           | Em operação | |
| INSAT-3DR | 8 de setembro de 2016   | GSLV Mk.2             | Em operação | |
| INSAT-3DS | 17 de fevereiro de 2024 | GSLV Mk.2             | Em operação | |
| INSAT-3E  | 28 de setembro de 2003  | Ariane-5G             | Inativo     | Desligado depois do final do período previsto de utilização                                                           |
| INSAT-4A  | 22 de dezembro de 2005  | Ariane-5G             | Em operação | |
| INSAT-4B  | 12 de março de 2007     | Ariane-5ECA           | Em operação | |
| INSAT-4C  | 10 de julho de 2006     | GSLV Mk.I             | Fracassou   | Não atingiu a órbita por causa de um erro no foguete GSLV-F02                                                         |
| INSAT-4CR | 20 de setembro de 2007  | GSLV Mk.I             | Em operação | |
| INSAT-4D  |                         | GSLV Mk.II            | Cancelado   | Também conhecido por GSAT-5                                                                                           |
| INSAT-4E  | 27 de agosto de 2015    | GSLV Mk.II            | Em operação | Também conhecido por GSAT-6                                                                                           |
| INSAT-4F  | 29 de agosto de 2013    | Ariane-5ECA           | Em operação | Também conhecido por GSAT-7 e INAV-1                                                                                  |
| INSAT-4G  | 19 de maio de 2011      | Ariane-5ECA           | Em operação | Também conhecido por GSAT-8                                                                                           |

Dos 23 satélites lançados ao longo do programa INSAT, 8 deles continuam em operação.